# جامعة المشاغبين (مسلسل)
الحرم الجامعي (بالتركية: Kampüsistan)‏ أو كما يُعرف باسم جامعة المشاغبين في العالم العربي، هو مسلسل تلفزيوني ودراما تركي عُرض على قناة كانال دي بين عامي 2003 و 2004 . وهو من إخراج اولوش بيراقدار. انتهى المسلسل الذي تألف من موسم واحد بحلقته الرابعة والأربعين.
تم دبلجة المسلسل من اللغة التركية إلى العربية باللهجة السورية بواسطة شركة سامة للإنتاج والتوزيع الفني السورية وعُرض على قناة إم بي سي 4.، وقد أدى الدبلجة مجموعة من الممثلين السوريين.